# Janusz Kidawa
Janusz Roman Kidawa est un réalisateur et scénariste polonais né le 9 mars 1931 à Strumień et mort le 4 septembre 2010 à Katowice.

## Biographie
Janusz Kidawa est né le 9 mars 1931 à Strumień, en Pologne. Peu après sa naissance, il déménage avec ses parents à Świętochłowice.
De 1950 à 1956, il est membre de l'Union de la jeunesse polonaise (ZMP). À partir de 1951, il appartient au Parti ouvrier unifié polonais (PZPR).
En 1956, il est diplômé de l'École nationale de cinéma de Łódź. Immédiatement après la fin de ses études, il commence à travailler dans un centre de télévision nouvellement créé à Katowice, où il a réalise des programmes artistiques et journalistiques. En 1961, il travaille au Studio des documentaires et des longs métrages de Varsovie (pl), où il réalise le court métrage documentaire Śladami Józefa Wieczorka. Entre 1961 et 1977, il réalise des dizaines de films au studio de Varsovie et notamment Pierwsza zmiana, Wizja lokalna, Sam wśród ptaków ou Człowiek z cyfrą.
En 1978, Kidawa fait ses débuts dans le cinéma avec Pejzaż horyzontalny, un paradocumentaire satirique sur la construction de l'aciérie de Katowice de Katowice. Le film est sorti en salles dépouillé de certaines de ses scènes les plus intéressantes à la suite de problèmes de censure en République populaire de Pologne (pl). Les ballades dont les paroles ont été écrites par Wiesław Dymny ont été conservées.
En 1980, il réalise un film sur les artistes de rue silésiens et l'histoire de la Silésie en général entre la Première et la Seconde Guerre mondiale, intitulé Grzeszny żywot Franciszka Buły. Le film connaît un succès record dans les salles de cinéma silésiennes, devenant un authentique film culte.
À partir de 1991, Janusz Kidawa ne réalise plus de films.
En 2003, il publie son autobiographie intitulée Janusza Kidawy – Dokumentacja et disponible à la bibliothèque de Silésie à Katowice et à la bibliothèque de l'école de cinéma de Łódź.
Janusz Kidawa meurt le 4 septembre 2010 à Katowice. Le 9 septembre 2010, après à une messe de funérailles, il est inhumé dans le cimetière de la rue Francuska à Katowice (pl).

## Filmographie

### Réalisateur
- 1977 : Sprawa inżyniera Pojdy
- 1978 : Pejzaż horyzontalny
- 1980 : Grzeszny żywot Franciszka Buły
- 1981 : "Anna" i wampir
- 1982 : Jest mi lekko
- 1983 : Żeniac
- 1983 : Magiczne ognie
- 1983 : Bardzo spokojna wieś
- 1984 : Ultimatum
- 1984 : Sprawa się rypła
- 1986 : Pan Samochodzik i niesamowity dwór
- 1986 : Komedianci z wczorajszej ulicy
- 1986 : Budniokowie i inni
- 1987 : Sławna jak Sarajewo
- 1991 : Latające machiny kontra Pan Samochodzik

### Scénariste
- 1977 : Sprawa inżyniera Pojdy
- 1978 : Pejzaż horyzontalny
- 1980 : Grzeszny żywot Franciszka Buły
- 1981 : "Anna" i wampir
- 1984 : Sprawa się rypła
- 1986 : Komedianci z wczorajszej ulicy
- 1987 : Sławna jak Sarajewo
- 1991 : Latające machiny kontra Pan Samochodzik

## Récompenses et distinctions

### Récompenses
En 1963, au Festival du film de Cracovie, Janusz Kidawa a reçu le Dragon d'or (en polonais : Złoty Smok) pour son film Pierwsza zmiana.
En 1965, au Festival du film de Cracovie, son film documentaire Serce obtient le Dragon de bronze (en polonais : Brązowy lajkonik).
En 1980, son film Grzeszny żywot Franciszka Buły, obtient le prix du public ainsi que la 2e place aux Lions d'argent du Festival du film polonais de Gdynia.

### Distinctions
En 1974, Janusz Kidawa a été décoré de la Croix d'Or du Mérite.